# Ruairí Brugha
Ruairí Brugha (ur. 15 października 1917 w Dublinie, zm. 31 stycznia 2006 tamże) – irlandzki polityk i przedsiębiorca, Teachta Dála i senator, poseł do Parlamentu Europejskiego.

## Życiorys
Czwarte z pięciorga dzieci i jedyny syn polityków Cathala Brugha i Caitlín Kingston. Jego ojciec był ministrem obrony i zginął w 1922 podczas irlandzkiej wojny domowej. Absolwent Rockwell College i University College Dublin, kształcił się też w College of Industrial Relations. W wieku 16 lat dołączył do Irlandzkiej Armii Rewolucyjnej, od 1939 pozostawał w ukryciu, w 1940 internowany ze względu na przynależność do tej organizacji. Jeszcze w niewoli zaczął odchodzić od poglądów nacjonalistycznych. Po II wojnie światowej rozpoczął prowadzenie rodzinnego sklepu odzieżowego. Działał w organizacjach społecznych działających na rzecz języka irlandzkiego, współpracy międzynarodowej i środowiska.
Od 1946 do 1961 członek agrarnego ugrupowania Clann na Talmhan, w 1962 wstąpił do Fianna Fáil. Działał w Ruch Europejskim, był honorowym przewodniczącym jego irlandzkich struktur. W kadencjach 1969–1973 i 1977–1981 członek Seanad Éireann z nominacji panelu handlowo-przemysłowego. W 1973 wybrany do Dáil Éireann, później kilkukrotnie bez powodzenia kandydował do różnych ciał. Od grudnia 1977 do czerwca 1979 był członkiem irlandzkiej delegacji do Parlamentu Europejskiego, gdzie należał do frakcji Europejskich Progresywnych Demokratów.
Od 1945 żonaty z Máire MacSwiney, córką Terence’a MacSwineya. Mieli czworo dzieci.